# 北田理道
北田 理道（きただ まさみち、3月12日 - ）は、日本の俳優、声優。東京都出身。賢プロダクション所属。

## 略歴
★☆北区つかこうへい劇団（第10期生）を経て、2013年4月に賢プロダクション所属。スクールデュオ（13期生）卒業。

## 人物
特技・趣味はダンス、殺陣。

## 出演
太字はメインキャラクター。

### テレビアニメ
2013年
- アイカツ!（2013年 - 2014年、音城颯太、カメラマン、総合司会、高瀬孝一、ファン 他）
- サーバント×サービス（広報課の人、客、職員）
- 進撃の巨人（2013年 - 2023年、ルーク・シス、マルセル、憲兵、ガビ父） - 6シリーズ
- 団地ともお（郵便局員）
- 魔界王子 devils and realist（教授、教師）

2014年
- 牙狼〈GARO〉-炎の刻印-（セルジ）
- 月刊少女野崎くん（ボブ）
- PSYCHO-PASS サイコパス 2（中西爽汰、役人）
- ジョジョの奇妙な冒険 スターダストクルセイダース（客室係）
- 神撃のバハムート GENESIS（騎士）
- 戦国BASARA Judge End（豊臣兵、大友兵）
- 東京レイヴンズ（双角会員）
- ノブナガン（兵士A）
- パックワールド（サイクロプスB、男性レポーター）
- ブラック・ブレット（警官）
- 六畳間の侵略者!?（ラグビー部員）

2015年
- うしおととら（法力僧A）
- 学戦都市アスタリスク（学生A）
- 聖剣使いの禁呪詠唱（漁民）
- 超ロボット生命体 トランスフォーマーアドベンチャー（デニー）
- トリアージX（手下）
- TRICKSTER -江戸川乱歩「少年探偵団」より-（後藤武彦）
- プラスティック・メモリーズ（第5TS課長、映画〈男〉）
- 遊☆戯☆王ARC-V（ジャン・ミシェル・ロジェ）

2016年
- TRICKSTER -江戸川乱歩「少年探偵団」より-（後藤武彦）
- ドリフェス!（インタビュアー）
- 僕のヒーローアカデミア（2016年 - 2024年、シンリンカムイ〈西屋森児〉、ヴィラン、飯田天晴、骨抜柔造、グラントリノ〈回想〉） - 7シリーズ
- マギ シンドバッドの冒険（騎士F）

2017年
- ハンドシェイカー（学校職員）
- GRANBLUE FANTASY The Animation（村人男D、店長、傭兵A）
- 賭ケグルイ（老人A、男子生徒）
- 牙狼〈GARO〉-VANISHING LINE-（中年男、紳士C）

2018年
- アイカツスターズ!（司会）
- ダーリン・イン・ザ・フランキス（13市長）
- メガロボクス（記者B、ゴスキノ店主、客A、職員B、シュガー 他）
- 銀河英雄伝説 Die Neue These 邂逅（ラインハルトの父）
- アイカツフレンズ!（スタッフ）
- ルパン三世 PART5（テロリストA、兵士A）
- ゾイドワイルド（2018年 - 2019年、ハッピー、オッス君）
- イナズマイレブン アレスの天秤（2018年 - 2019年、玄場幸治、ルーサー・ファンダム） - 2シリーズ
- 若おかみは小学生!（男性客2、桜ヶ丘宗次）
- ベイブレードバースト 超ゼツ（デモン）

2019年
- 荒ぶる季節の乙女どもよ。（和紗 父、教頭）

2020年
- ゾイドワイルド ZERO（ゼペット）
- ヒーリングっど♥プリキュア（2020年 - 2021年、土生みきお）

2021年
- ゲキドル（店員）
- takt op.Destiny（警察官）

2022年
- ユーレイデコ（捜索部隊・隊長、捜索部隊）
- 新テニスの王子様 U-17 WORLD CUP（ジャン・フィッツジェラルド）

2024年
- 戦国妖狐（断怪衆）
- 鴨乃橋ロンの禁断推理（高梨紀三）

2025年
- ヴィジランテ-僕のヒーローアカデミア ILLEGALS-（インゲニウム）

### 劇場アニメ
- 劇場版 アイカツ!（2014年）
- サンタ・カンパニー（2014年、サンタクロース[7]）
- 劇場版 魔法科高校の劣等生 星を呼ぶ少女（2017年、担当者）
- 劇場版マクロスΔ 激情のワルキューレ（2018年）
- 若おかみは小学生!（2018年）
- 薄墨桜 -GARO-（2018年、貴族B）
- 機甲英雄 劇場版 我與我等於無限大（2023年、島嶼聯邦機甲學院校長）

### OVA
- イナズマイレブン Reloaded（2018年、ルーサー・ファンダム）
- 僕のヒーローアカデミア ALL MIGHT：RISING（オールマイト：ライジング）THE ANIMATION（2019年、グラントリノ〈青年期〉）

### Webアニメ
- ニンジャボックス（2019年、ダッシュ乱豪）
- ベイブレードバースト ダイナマイトバトル（2021年 - 2022年、ベリアル）
- PLUTO（2023年、戦地の男、山岸、ゴキブリ男）

### ゲーム
- 喧嘩番長6〜ソウル&ブラッド〜（2015年、風間二郎[8]）
- ヴァルキリーアナトミア -ジ・オリジン-（2016年、カラドック）
- SDガンダム GGENERATION GENESIS（2016年）
- クイズRPG 魔法使いと黒猫のウィズ（2017年、ノトリアス[9]）
- 名探偵ピカチュウ（2018年）
- ファイナルファンタジーVII リメイク（2020年）
- LOST JUDGMENT 裁かれざる記憶（2021年、鷹野貞雄）
- スターオーシャン6 THE DIVINE FORCE（2022年、ゴエセル・レオタール、カーティス・オルドリッジ）
- ドラゴンクエストX 未来への扉とまどろみの少女 オンライン（2024年、嘆きのロベール、ナヒド、ノキオ、アマラーク国兵士A[10]）
- 百英雄伝 (2024年、ダグラス[11]）

### 吹き替え

#### 映画（吹き替え）
- 愛と青春の旅だち ※VOD版
- アウトポスト37（ウィルクス）
- アップルとわたしのカラフルな世界（ジェイソン〈リアム・マッキンタイア〉）
- アリス・イン・ワンダーランド/時間の旅（フェルプス）
- アントマン&ワスプ:クアントマニア（クアズ〈ウィリアム・ジャクソン・ハーパー〉[12]）
- インターステラー（博物館職員）
- ウォールフラワー（アンダーソン先生〈ポール・ラッド〉）
- ウォリスとエドワード 英国王冠をかけた恋（エドワード8世〈ジェームズ・ダーシー〉）
- 男ゴコロはマンガ模様（ゲイリー〈マイケル・チャーナス〉）
- キングコング:髑髏島の巨神（クラブ男性[13]）
- クリミナル 2人の記憶を持つ男（ヤン・ストローク / ダッチマン〈マイケル・ピット〉）
- 警察署長ジェッシイ・ストーン 4番目の真実（ダニエル・スティーヴン・リアリイ〈アレックス・カーター〉）
- ゴーストライダー2（メソディウス〈クリストファー・ランバート〉）
- ゴーン・ガール
- GODZILLA ゴジラ（タカシ[14]）
- THE BATMAN-ザ・バットマン-（ウィリアム・ケンジー麻薬捜査官〈ピーター・マクドナルド〉[15]）
- ザ・プレデター（リンチ〈アルフィー・アレン〉[16]）
- ジェームス・ブラウン 最高の魂を持つ男（ホワイト市長）
- ジェーン（ビル・“ハム”・ハモンド〈ノア・エメリッヒ〉）
- ジェミニマン（ヘンリーの父[17]）
- ジャンゴ 繋がれざる者（ダルタニアン）
- シンデレラ（司令官[18]）
- 300 〈スリーハンドレッド〉 〜帝国の進撃〜（ギリシア兵5）
- ダーティー・コップ（ストーンの父〈ジェリー・ルイス〉）
- ダウントン・アビー（チェトウッド〈スティーヴン・キャンベル・ムーア〉[19]）
- DCエクステンデッド・ユニバース
  - スーサイド・スクワッド（GQ・エドワーズ〈スコット・イーストウッド〉）
  - ワンダーウーマン（英軍上官[20]）
  - ジャスティス・リーグ（同僚男[21]）
  - シャザム!（シド・シヴァナ〈ウェイン・ワード〉、スーパーユージーン〈ロス・バトラー〉[22]）※劇場公開版
  - ジャスティス・リーグ:ザック・スナイダーカット（同僚男1[23]）
  - シャザム!〜神々の怒り〜（スーパーユージーン〈ロス・バトラー〉[24]）
- ディス・イズ・ジ・エンド 俺たちハリウッドスターの最凶最期の日（チャニング・テイタム）
- トゥームレイダー ファースト・ミッション（ログ〈ロジャー・ジーン・ネンジアムバ〉[25]）
- トランスフォーマー/最後の騎士王（サントス〈サンティアゴ・カブレラ〉）
- トリプル9 裏切りのコード（マーカス・ベルモント〈アンソニー・マッキー〉）
- パージ:大統領令（マーカス・ダリ〈ジョセフ・ジュリアン・ソリア〉）
- ハウス・オブ・グッチ（ドメニコ・デ・ソーレ〈ジャック・ヒューストン〉[26]）
- パディントン（警備員1）
- ハワード -ディズニー音楽に込めた物語-（ビル・ローチ）
- ビートルジュース ビートルジュース（ル・ティグレ〈サミ・スリマン〉[27]）
- フィフティ・シェイズシリーズ（エリオット・グレイ〈ルーク・グライムス〉）
  - フィフティ・シェイズ・オブ・グレイ
  - フィフティ・シェイズ・ダーカー
  - フィフティ・シェイズ・フリード
- プールサイド・デイズ
- ボヘミアン・ラプソディ（ブライアン・メイ〈グウィリム・リー〉）
- マキシマム・ソルジャー（クレイ〈オーランド・ジョーンズ〉）
- ミッション:インポッシブル/ローグ・ネイション（制御室技師1）
- ミュータント・タートルズ（クリス）
- メガ・シャークVSグレート・タイタン
- ライフ（デビッド・ジョーダン〈ジェイク・ジレンホール〉）
- レディ・プレイヤー1（金髪シクサー研究員[28]）
- ワールド・ウォーZ

#### ドラマ
- 愛だと言って（シン・ソンマン社長）
- ALPHAS/アルファズ（電気作業員2）
- NCIS 〜ネイビー犯罪捜査班（クレイトン・リーヴス〈デュアン・ヘンリー〉）
- エレメンタリー ホームズ&ワトソン in NY
- glee/グリー（ボビー）
- コンティニアム CPS特捜班（カーロス・フォネグラ〈ビクター・ウェブスター〉）
- ザ・コンチネンタル:ジョン・ウィックの世界から（マイルズ[29]）
- THE BRINK/史上最低の作戦（ジーク・ティルソン〈パブロ・シュレイバー〉）
- ジュビリー 〜ボリウッドの光と影〜
- CHUCK/チャック シーズン5（囚人1）
- PERSON of INTEREST 犯罪予知ユニット（キャンベル）
- FIRES〜オーストラリアの黒い夏〜 #3（エイドリアン〈ダン・スピールマン〉[30]）
- ファントム（イ・ジョンヒョン〈イ・グァンス〉）
- フォッシー&ヴァードン 〜ブロードウェイに輝く生涯〜（パディ・チャイエフスキー〈ノーバート・レオ・バッツ〉）
- ブラインドスポット タトゥーの女（オリヴァー・カインド〈ジョナサン・パトリック・ムーア〉）
- ブロードチャーチ〜殺意の町〜（マーク・ラティマー〈アンドリュー・バカン〉）※DVD版
- ボバ・フェット/The Book of Boba Fett
- HOMELAND
- マキシマ オランダ・プリンセス物語（トーマス・ヴァーへナル〈ヤーコブ・デーウィック〉）
- ミズ・マーベル
- ムーンナイト（モガート）
- 優しい男（チョ・ヨンベ秘書〈オ・ヨン〉）
- ライアー 交錯する証言（トム・ベイリー〈ウォーレン・ブラウン〉[31]）
- ワールド・オン・ファイアー（エリック）

#### アニメ
- アングリーバード2（ハル[32]）
- スター・ウォーズ/フォース・オブ・デスティニー（ストームトルーパー）
- ラプンツェル ザ・シリーズ（エドマンド国王）
- ルーニー・テューンズ・ショー（フランク）
- LEGO スター・ウォーズ:ドロイド・テイルズ（ヴィアーズ将軍）
- レゴニンジャゴー ザ・ムービー
- LEGO スター・ウォーズ/フリーメーカーの冒険（ストームトルーパー）
- LEGO スター・ウォーズ/ホリデー・スペシャル（スノー・トルーパー）

### 映画
- テルマエ・ロマエII（2014年）

### テレビドラマ
- 金曜ナイトドラマ YASHA-夜叉- 第2話（2000年4月28日、テレビ朝日）
- 金曜エンタテイメント ザ・ヒットパレード〜芸能界を変えた男・渡辺晋物語〜 第1話（2006年5月26日、フジテレビ）
- 土曜ドラマ (NHK)・病院のチカラ〜星空ホスピタル〜 第1回（2007年4月7日、NHK総合とBSハイビジョン）

### 舞台
- ★☆北区つかこうへい劇団
  - 飛龍伝
  - 幕末純情伝
  - 熱海殺人事件
  - 蒲田行進曲
  - 二代目はクリスチャン

### その他
- 地球ドラマチック「あなたの知らない"自由の女神"〜隠された謎に迫る〜」（声の出演）
- モーガン・フリーマン 時空を超えて（声の出演）

### シリーズ一覧
1. ↑  第1期（2013年）、Season 2（2017年）、The Final Season Part 1（2020 - 2021年）、The Final Season Part 2（2022年）、The Final Season 完結編（前編）（2023年）、The Final Season 完結編（後編）（2023年）
2. ↑  第1期（2016年）、第2期（2017年）、第3期（2018年）、第4期（2020年）、第5期（2021年）、第6期（2022年 - 2023年）、第7期（2024年）
3. ↑  『アレスの天秤』（2018年）、続編『オリオンの刻印』（2019年）

### 初出話一覧
1. ↑  第2話初出
2. 1 2  第3話初出
3. ↑  第5話初出
4. ↑  第14話初出
5. ↑  第4話初出